# Mount Mather
Mount Mather är ett berg i Antarktis. Det ligger i Östantarktis. Australien gör anspråk på området. Toppen på Mount Mather är 2 042 meter över havet.
Terrängen runt Mount Mather är lite kuperad. Trakten är obefolkad. Det finns inga samhällen i närheten.